# Andrzej Twardowski (pedagog)
 Andrzej Jan Twardowski (ur. 1956) – polski pedagog i psycholog, profesor nauk społecznych, kierownik Zakładu Psychopatologii Dziecka Wydziału Studiów Edukacyjnych Uniwersytetu im. Adama Mickiewicza w Poznaniu. Do 2021 roku profesor na Wydziale Nauk o Zdrowiu Akademii Kaliskiej im. Prezydenta Stanisława Wojciechowskiego.

## Życiorys
Ukończył z wyróżnieniem dwa kierunki studiów: w 1979 r. pedagogikę specjalną w Instytucie Pedagogiki UAM oraz w 1982 r. psychologię w Instytucie Psychologii UAM. W 1989 r. obronił rozprawę doktorską pt. Kompetencja komunikacyjna dzieci przedszkolnych w rozmowach z rówieśnikami, przygotowaną pod kierunkiem prof. Ireny Obuchowskiej i uzyskał stopień doktora nauk humanistycznych w zakresie psychologii. W 2002 r. otrzymał stopień doktora habilitowanego nauk humanistycznych w zakresie pedagogiki - pedagogiki specjalnej na podstawie pracy zatytułowanej Kształcenie dialogowej kompetencji komunikacyjnej u uczniów niepełnosprawnych intelektualnie oraz dorobku naukowego. 19 lutego 2014 uzyskał tytuł profesora nauk społecznych. Jest zatrudniony na stanowisku profesora w Zakładzie Psychopatologii Dziecka na Wydziale Studiów Edukacyjnych UAM, w którym pełni też funkcję kierownika. Ponadto był profesorem na Wydziale Nauk o Zdrowiu Akademii Kaliskiej im. Prezydenta Stanisława Wojciechowskiego. Jest członkiem Komitetu Nauk Pedagogicznych PAN, a na UAM należy do Rady Dyscypliny Naukowej - Pedagogiki. Jego zainteresowania naukowe dotyczą między innymi: wczesnego wspomagania rozwoju dzieci z niepełnosprawnościami, funkcjonowania rodzin wychowujących niepełnosprawne dzieci, integracji społecznej osób z niepełnosprawnościami oraz edukacji włączającej. Jest autorem pierwszej w Polsce monografii poświęconej zagadnieniom wczesnego wspomagania rozwoju dzieci z niepełnosprawnościami. W roku 1998 otrzymał Nagrodę Zespołową Ministra Edukacji Narodowej pierwszego stopnia za współautorstwo podręcznika akademickiego Pedagogika specjalna. W 2013 r. został odznaczony przez Prezydenta Rzeczypospolitej Polskiej Medalem Złotym za Długoletnią Służbę. W 2018 r. Minister Edukacji Narodowej nadał mu Medal Komisji Edukacji Narodowej.